# NGC 708
NGC 708 è una galassia ellittica distante 240 milioni di anni luce nella costellazione di Andromeda e fu scoperta dall'astronomo William Herschel il 21 settembre 1786. Viene classificata come una galassia cD ed è la galassia più luminosa di Abell 262. NGC 708 è una debole radiogalassia FR I ed è anche classificata come una galassia di Seyfert di tipo 2.
NGC 708 è circondata da 4700 ammassi globulari.

## Buco nero supermassiccio
NGC 708 ha un buco nero supermassiccio con una massa stimata di (2,9×108 M☉) (108.46) M☉.
Il buco nero supermassiccio sta alimentando i getti radio e i lobi nella galassia.

## Morfologia radio
NGC 708 contiene due getti radio che sono leggermente piegati e si estendono in lobi radio doppi a forma di "s" con una lunghezza totale di 60 kpc (200 000 al).
Osservazioni del Chandra hanno mostrato che i lobi hanno creato una cavità nel mezzo intraammasso (ICM, da intercluster medium) di Abell 262.

## Possibile interazione
NGC 708 potrebbe stare interagendo con NGC 705 che si trova a circa 20,6 kpc (67 000 al) a sud-ovest.

## Gruppo di NGC 669
NGC 708 fa parte del Gruppo di NGC 669. Questo gruppo contiene più di una trentina di galassie, 15 delle quali compaiono nel New General Catalogue e 3 nell'Index Catalogue.